# Paola Mosca Barberis
Paola Mosca Barberis (* 12. August 1977 in Biella) ist eine ehemalige italienische Skirennläuferin. Ihre besten Ergebnisse erzielte sie in der Abfahrt und im Super-G.

## Biografie
Mosca Barberis begann ihre Karriere bei Einsätzen in FIS-Rennen und im Europacup. 1995 nahm sie an den Juniorenweltmeisterschaften im norwegischen Voss teil und belegte in der Abfahrt als beste Italienerin Platz 14, im Riesenslalom kam sie auf Rang 19.
Ihre größten Erfolge feierte Mosca Barberis in der Europacupsaison 1996/97. In der zweiten Saisonabfahrt fuhr sie erstmals unter die besten zehn, konnte sich weiter steigern und erreichte am 16. Januar im Super-G von Pra-Loup erstmals das Podest. Tags darauf feierte sie im zweiten Super-G von Pra-Loup ihren einzigen Sieg. Ein weiterer Podestplatz gelang ihr in der Abfahrt von St. Moritz am 7. Februar. Damit wurde sie Vierte in der Gesamtwertung, Fünfte im Abfahrtsklassement und musste sich in der Super-G-Wertung nur der Österreicherin Marianna Salchinger geschlagen geben. In diesem Winter nahm die Italienerin auch an zwei Weltcupabfahrten teil, blieb aber außerhalb der Punkteränge.
Nachdem sie im gesamten Winter 1997/98 keine Rennen bestreiten konnte, nahm sie im Dezember 1998 wieder an zwei Weltcupabfahrten teil und holte mit Rang 29 in Veysonnaz ihre einzigen Weltcuppunkte. In der Europacupsaison 1999/2000 kam sie nur noch einmal in die Punkteränge und im Januar 2000 beendete die Italienerin ihre Karriere.

## Erfolge

### Weltcup
- 1 Platzierung unter den besten 30

### Europacup
- Saison 1996/97: 4. Gesamtwertung, 2. Super-G-Wertung, 5. Abfahrtswertung
- Ein Sieg (Super-G in Pra Loup am 17. Januar 1997), weitere zwei Podestplätze

### Juniorenweltmeisterschaften
- Voss 1995: 14. Abfahrt, 19. Riesenslalom